# Рана Даггубаті
Рана Даггубаті (*దగ్గుబాటి రానా, 14 грудня 1984 ) — індійський актор, продюсер Толлівуду, фотограф. На 2018 рік знявся у 22 фільмах, ще у 4 фільмах планує зніматися 2018 року.

## Життєпис
Походив з відомої родини кіномитців Даггубаті-Аккінені. Син Даггубаті Суреш Бабу, кінопродюсера. Народився 1984 року у м.Мадрас (штат Таміл-Наду). Отримав ім'я Раманайду. В дитинстві разом з родиною перебрався до міста Хайдарабад. Тут навчався в міській загальній школі. Згодом захопився фотографуванням.
Працював художником зі спецефектів у фільмі «Солдат». 2004 року він був продюсером фільму «Bommalata» («Ситість снів»), який отримав Національну кінопремію як кращий фільм на мові телугу. Взяв псевдоним «Рана». 2006 року був продюсером фільму «Sainikudu». За нього отримав премію Nandi Awards за кращі спецефекти.
У 2010 році відбувся його акторський дебют у фільмі «Лідер», де він зіграв молодого політика. Фільм мав комерційний успіх, а за свою роль Рана отримав кілька нагород у номінації за кращий дебют премії Filmfare Awards South. 2011 року дебютував в Боллівуді в фільмі «Порочне коло». Зіграна ним роль діджея Джок Фернандеса, що вплутався в торгівлю наркотиками, принесла йому номінацію на Filmfare Award за кращу дебютну чоловічу роль. У тому ж році зіграв кілера у фільмі мовою телугу «Nenu Naa Rakshasi», але провалився в прокаті. Втім його роль у фільмі «Krishnam Vande Jagadgurum» перемогла в номінації кращий актор Південноіндійської міжнародної кінопремії.
Невдалим також виявився фільм «Департамент» 2012 року, в якому Рана зіграв разом з акторами Амітабх Баччаном і Санджаєм Даттом. Але того ж року головна роль у фільмі «Великий вчитель» виявилася успішною й сприяла зростанню популярності Рани Даггубаті. Але після цього 2 роки не знімався на Толлівуді. 2013 році вперше зіграв у фільмі мовою тамілі «Arrambam» як запрошена зірка.
У 2015 році він зіграв напарника Акшая Кумара в бойовику «Дитина», що мав успіх в прокаті. У тому ж році вийшов фільм «Бахубалі: Початок», де він зіграв злодія Бхаллаладеву, за яку отримав премію Nandi Awards в номінації «Кращий злодій». Фільм мав комерційний успіх і увійшов до трійки найкасовіших фільмів Індії на той момент. Друга частина фільму, що вийшла в 2017 році, зайняла друге місце серед касових фільмів Індії. У 2015 році вийшов фільм «Rudramadevi», де Даггубаті зіграв Чалукью Вірабхадру, що мав помірний комерційний успіх.
2017 рік став для актора більш успішним: «Баахубалі: Завершення», вийшли ще два фільми з його участю: двомовний «Атака газі», де він зіграв військового, і «Я — король, я — міністр» (роль політика в парі з Каджал Аггарвал), які мали комерційний успіх.
У 2018 році Рана знімається в двомовному фільмі «Madai Thirandhu», де його партнеркою буде Реджина Кассандра. Також він погодився взяти участь в ще одному двомовному (гінді і телугу) фільмі «Haathi Mere Saathi» і моллівудському «Anizham Thirunaal Marthanda Varma».
Крім акторської діяльності Рана є телеведучим програми «No 1 Yaari», яка стала найбільш рейтинговою телепередачею мовою телугу. Також він є власником футзального клубу «Телугу Тайгерс», який є однією з команд Premier Futsal, команди гри кабадді «Телугу Тітанс» і боксерської команди «Бахубалі Боксерс».